# Bitwa o Baku

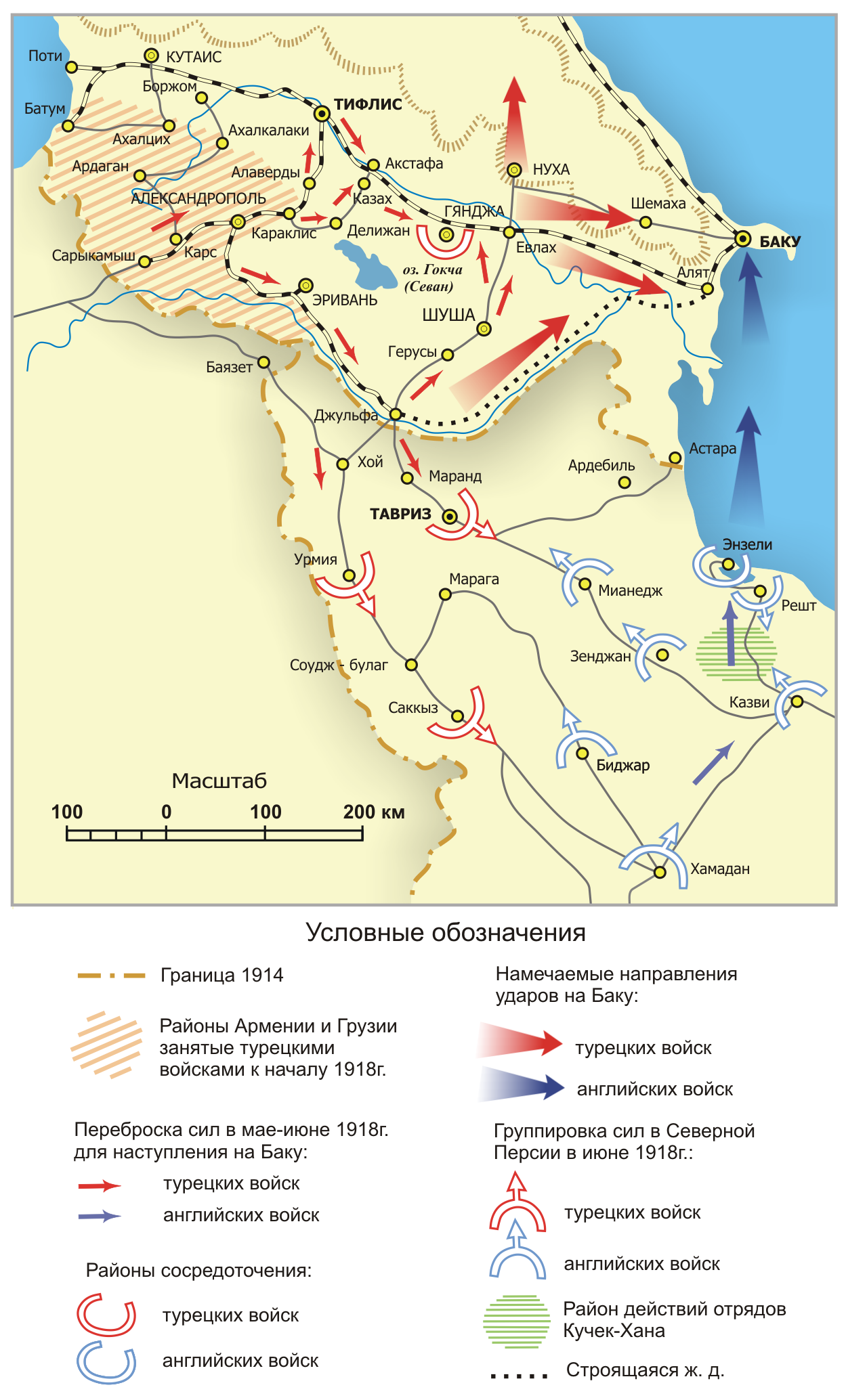
Ofensywa kaukaska armii osmańskiej, 1918

Bitwa o Baku (azer. Bakı döyüşü, tur. Bakü Muharebesi, ros. Битва за Баку) – starcie zbrojne stoczone w sierpniu i wrześniu 1918 roku między wojskami koalicji osmańsko-azerbejdżańskiej dowodzonymi przez Nuriego Paszę a siłami bolszewicko-radzieckimi, zastąpionymi później przez wojska brytyjsko-ormiańsko-białogwardyjskie dowodzone przez gen. mjr. Lionela Dunsterville’a o kontrolę nad miastem Baku. Bitwa stanowiła decydujący etap kampanii kaukaskiej w trakcie I wojny światowej, a jednocześnie element wojny domowej w byłym Imperium Rosyjskim.

## Tło
W 1917 roku rosyjski Front Kaukaski upadł po abdykacji cara Mikołaja II. 9 marca 1917 roku powołano Specjalny Komitet Zakaukaski, aby wypełnić lukę administracyjną na terenach Zakaukazia zajętych w toku wojny przez siły Rządu Tymczasowego Rosji. Administracja ta, w skład której wchodzili przedstawiciele grup ormiańskich, azerskich i gruzińskich, nie przetrwała długo. W listopadzie 1917 roku w Tyflisie utworzono pierwszy rząd niepodległego Zakaukazia, który po przejęciu władzy w Piotrogrodzie przez bolszewików przyjął nazwę Komisariatu Zakaukaskiego. 5 grudnia 1917 roku ten nowy organ zatwierdził rozejm w Erzincanie, podpisany przez Rosjan z dowództwem osmańskiej 3 Armii. Rosyjscy żołnierze w większości opuścili front i wrócili do swoich domów. Część z nich jednak wyruszyła później na kampanię perską, wbrew postanowieniom rozejmu. Gen. Nikołaj Baratow pozostał w Hamadanie, a w Kermanszy płk. Łazar Biczerachow stacjonował z 10 000 żołnierzy rosyjskich. Obie formacje zostały wsparte przez brytyjskich oficerów łącznikowych.
W 1918 roku Brytyjczycy zaprosili Ormian do wspólnej walki przeciwko Turkom i wybrali oficerów oraz podoficerów do utworzenia oddziału „doradczego”, który zorganizowali pod dowództwem gen. mjr. Lionela Dunsterville’a w Bagdadzie. Oddział ten nazwano od jego nazwiska Dunsterforce. Celem militarnym Dunsterforce było dotarcie na Kaukaz przez Persję podczas kampanii perskiej. Brytyjczycy planowali zorganizować armię, która miałaby zostać zrekrutowana spośród Ormian i innych elementów proalianckich na Kaukazie. 27 stycznia 1918 roku brytyjska misja wyruszyła z Bagdadu w docelowy region z oficerami i instruktorami. Dunsterforce otrzymała rozkaz utrzymania nienaruszonego frontu kaukasko-tebriskiego i pokrzyżowania planów Envera Paszy. 17 lutego Dunsterforce dotarła do nadmorskiego miasta Enzeli, gdzie lokalni bolszewicy odmówili im odpłynięcia do Baku, powołując się na zmianę sytuacji politycznej.
10 lutego 1918 roku Sejm Komisariatu Zakaukaskiego zebrał się w Tyflisie i podjął decyzję o ogłoszeniu niepodległości. 24 lutego 1918 roku proklamowano niepodległość Zakaukazia jako Zakaukaskiej Demokratycznej Republiki Federacyjnej. Komisariat Zakaukaski miał antybolszewickie cele polityczne i dążył do odłączenia Zakaukazia od radzieckiej Rosji.
3 marca 1918 roku wielki wezyr Talaat Pasza podpisał traktat brzeski z Rosyjską FSRR. Traktat przewidywał przywrócenie granicy do sprzed 1914 roku oraz przekazanie miast Batumi, Kars i Ardahan Imperium Osmańskiemu.
W dniach 14 marca – 13 kwietnia 1918 roku odbyła się konferencja pokojowa w Trabzonie pomiędzy Imperium Osmańskim a delegacją Zakaukazia. 30 marca 1918 roku dotarła wiadomość o konflikcie wewnętrznym i masakrze Azerów i innych muzułmanów w Baku oraz przyległych obszarach guberni bakijskiej. W kolejnych dniach w Baku wybuchły walki międzyetniczne, zwane „dniami marcowymi”. Doprowadziło to do masakry Azerów przez bolszewików i uzbrojonych Dasznaków. „New York Times Current History” podaje liczbę 12 000 ofiar, powołując się na wypowiedzi przedstawicieli Azerbejdżanu, że „bolszewikom pomagali Ormianie, pragnący unicestwić swoich dawnych wrogów i przejąć ich własność” . W konsekwencji tych wydarzeń przywódcy Azerbejdżanu, którzy przed „dniami marcowymi” domagali się autonomii w ramach radzieckiej Rosji, teraz domagali się pełnej niepodległości i zaczęli pokładać nadzieję nie w rewolucji rosyjskiej, lecz we wsparciu Imperium Osmańskiego.
5 kwietnia 1918 roku Akaki Czchenkeli z delegacji zakaukaskiej na konferencję pokojową w Trabzonie przyjął traktat brzeski jako podstawę do dalszych negocjacji i wysłał telegram do organów rządzących, wzywając je do zaakceptowania jego stanowiska. Nastrój panujący w Tyflisie (gdzie obradowało zgromadzenie) był zupełnie inny. Tyflis uznał istnienie stanu wojny między nim a Imperium Osmańskim. Wkrótce potem osmańska 3 Armia rozpoczęła nową ofensywę i zdobyła Erzurum, Kars i Wan. Sytuacja była szczególnie dramatyczna na Kaukazie, gdzie Enver Pasza chciał umieścić Zakaukazie pod zwierzchnictwem Imperium Osmańskiego jako część swojego planu tworzenia imperium pantureckiego. Dałby on państwom centralnym liczne zasoby naturalne, w tym złoża ropy naftowej w Baku. Kontrola nad Morzem Kaspijskim otworzyłaby także drogę do dalszej ekspansji osmańskiej w Azji Środkowej, a być może także w Indiach Brytyjskich.
11 maja 1918 roku w Batumi rozpoczęła się nowa konferencja pokojowa. Na tej konferencji Turcy rozszerzyli swoje żądania o Tyflis, a także Aleksandropol i Eczmiadzyn, przez które chcieli wybudować linię kolejową łączącą Kars i Culfę z Baku. Ormiańscy i gruzińscy członkowie delegacji Republiki Zakaukaskiej zaczęli zwlekać. Począwszy od 21 maja armia osmańska ponownie ruszyła naprzód. Ofensywa doprowadziła do bitwy pod Sardarapatem (21–29 maja), bitwy pod Karaklis (24–28 maja) i bitwy pod Abaranem (21–24 maja), gdzie oddziały ormiańskie powstrzymały natarcie wojsk tureckich.
26 maja 1918 roku federacja została rozwiązana, początkowo wraz z deklaracją niepodległości Gruzji (Demokratyczna Republika Gruzji), a wkrótce potem, 28 maja, Armenii (Demokratyczna Republika Armenii) i Azerbejdżanu (Demokratyczna Republika Azerbejdżanu). 28 maja 1918 roku rząd gruziński podpisał z Niemcami traktat w Poti i z zadowoleniem przyjęła niemiecką ekspedycję kaukaską, widząc w Niemcach obrońców przed spustoszeniem ich kraju po rewolucji rosyjskiej i postępami wojsk osmańskich. Rząd Azerbejdżanu przeniósł się z Tyflisu do Gandży. W tym samym czasie Niemcy rozpoczęli negocjacje z radziecką Rosją i zaoferowali powstrzymanie postępów Turcji w zamian za gwarancję dostępu do złóż ropy naftowej z Baku. 27 sierpnia osiągnięto porozumienie, zgodnie z którym Niemcy mieli otrzymywać jedną czwartą produkcji ropy z Baku. Rząd niemiecki zażądał od Imperium Osmańskiego opóźnienia ofensywy na Azerbejdżan, co Enver Pasza zignorował.
W maju, na froncie perskim, misja wojskowa pod dowództwem Nuriego Paszy, brata Envera Paszy, zakwaterowała się w Tebrizie, aby zorganizować Kaukaską Armię Islamu do walki nie tylko z Ormianami, ale także z bolszewikami. Armia Nuriego Paszy zajęła znaczne obszary Demokratycznej Republiki Azerbejdżanu bez większego oporu, wpływając na kruchą strukturę nowo utworzonego państwa. Ingerencja Imperium Osmańskiego doprowadziła do tego, że niektóre elementy społeczeństwa azerskiego sprzeciwiły się Turkom .
4 czerwca 1918 roku Azerbejdżan i Imperium Osmańskie podpisały traktat o przyjaźni i współpracy, którego klauzula 4 stanowiła, że Imperium Osmańskie udzieli Azerbejdżanowi pomocy wojskowej, jeśli będzie ona potrzebna do utrzymania pokoju i bezpieczeństwa w kraju.

## Preludium
Kaukaska Armia Islamu znajdowała się pod dowództwem Nuriego Paszy. Została sformowana w Gandży. W jej skład wchodziły osmańska 5 Dywizja Kaukaska i 15 Dywizja oraz Azerbejdżański Korpus Muzułmański pod dowództwem dawnego carskiego generała Aliego-Adży Szychlinskiego. Formacja liczyła ok. 14 000 żołnierzy piechoty, 500 kawalerzystów i 40 dział. 30% nowo utworzonej armii stanowili żołnierze osmańscy, resztę siły azerbejdżańskie i ochotnicy z Północnego Kaukazu .
Siłami w Baku dowodził były carski generał Gieorgij Dokuczajew, którego ormiańskim szefem sztabu był Jakow Bagratuni. Pod ich dowództwem znajdowało się około 6000 żołnierzy Dyktatury Środkowokaspijskiej z Armii Baku lub Batalionów Baku. Zdecydowaną większość żołnierzy tych formacji stanowili Ormianie, choć byli wśród nich również etniczni Rosjanie. Ich artyleria składała się z około 40 dział polowych. Większość radzieckich żołnierzy w Baku i praktycznie wszyscy ich oficerowie byli Ormianami o poglądach bliskich Ormiańskiej Federacji Rewolucyjnej, często będący też członkami tej organizacji. Wśród nich był dowódca fedainów Hamazasp Srwandztian, który walczył jako przywódca partyzancki przeciwko Turkom .
Brytyjską misją, Dunsterforce, dowodził gen. mjr Lionel Dunsterville, który przybył do Bagdadu 18 stycznia 1918 roku, aby objąć dowództwo nad nową formacją. Pierwsi członkowie Dunsterforce zostali już zgromadzeni. Dunsterville wyruszył z Bagdadu 27 stycznia 1918 roku z czterema podoficerami i adiutantami w 41 samochodach marki Ford. Brytyjskie oddziały walczące pod Dunstervillem liczyły około 1000 żołnierzy. Wspierała je bateria artylerii polowej, sekcja karabinów maszynowych, trzy samochody pancerne i dwa samoloty Martinsyde G.100. Formacja miała przejść przez Persję (od obszaru kampanii mezopotamskiej przez obszar kampanii perskiej) do portu w Anzali.

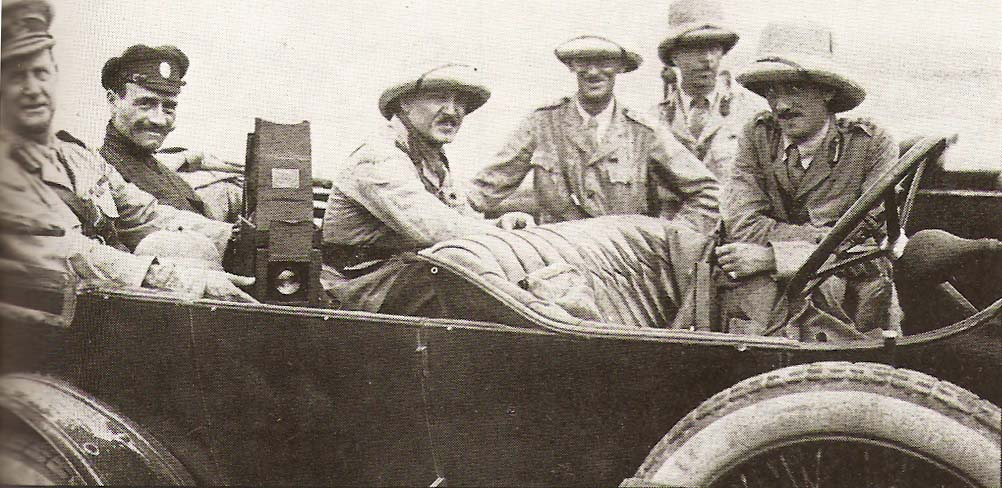
Dunsterville (po lewej) ze sztabem Dunsterforce
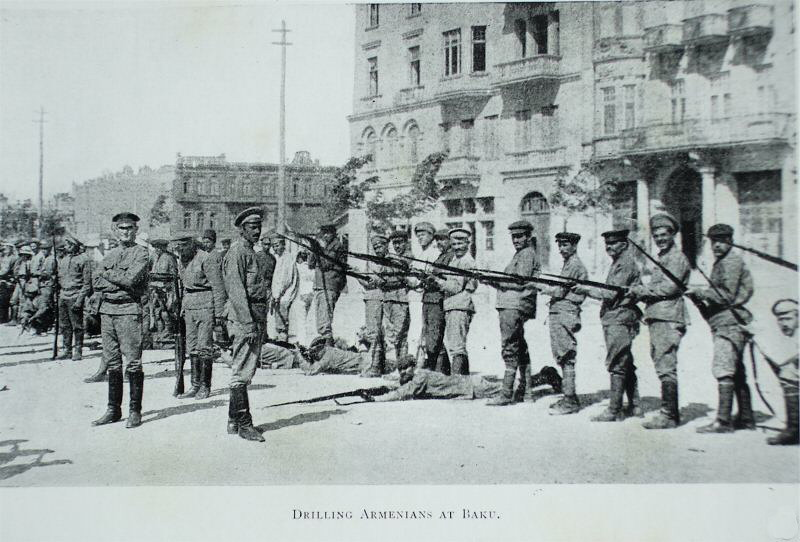
Jednostki ormiańskie ćwiczące w Baku
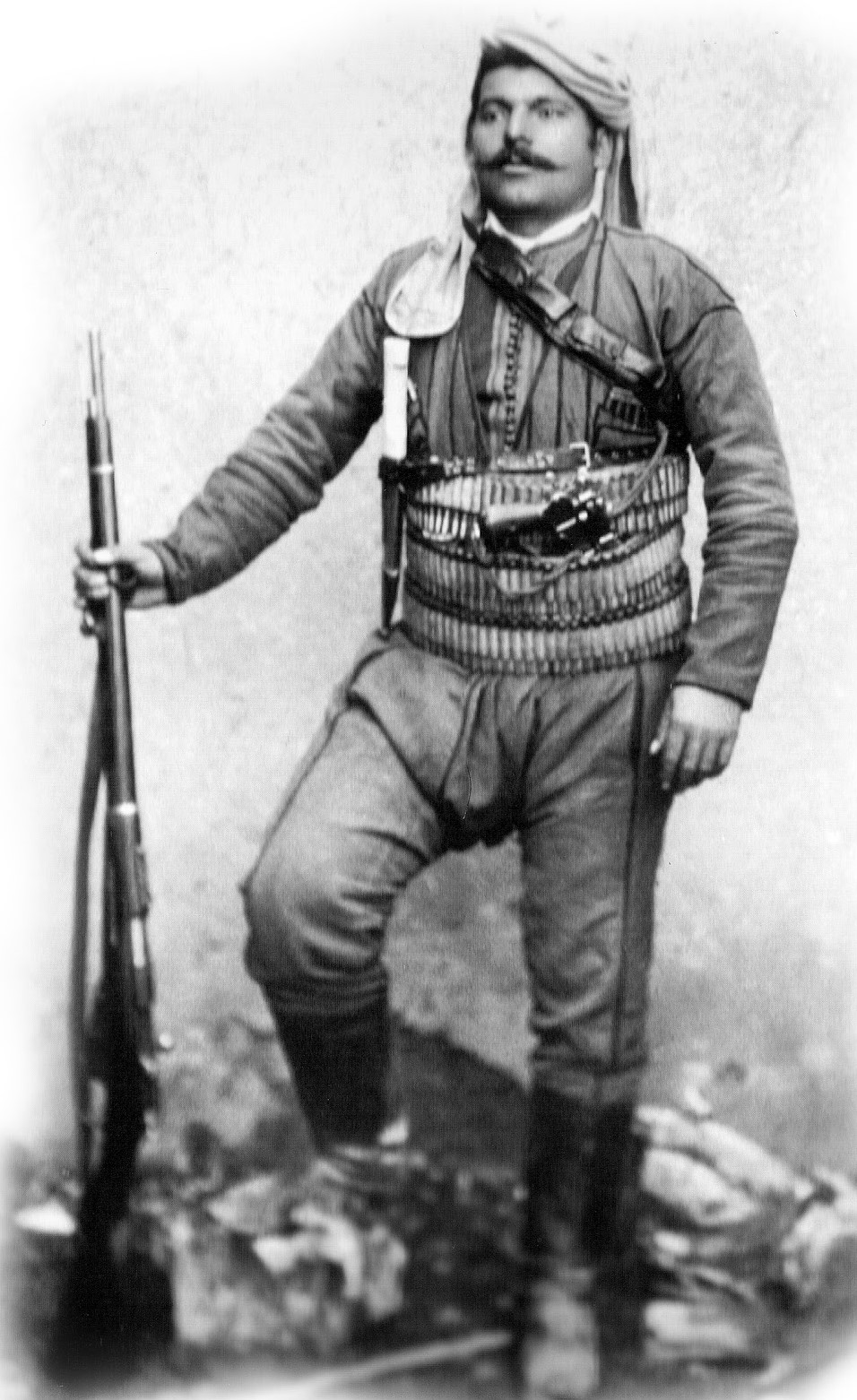
Murad z Sebastii dowodził oddziałem ochotników i zginął w bitwie o Baku
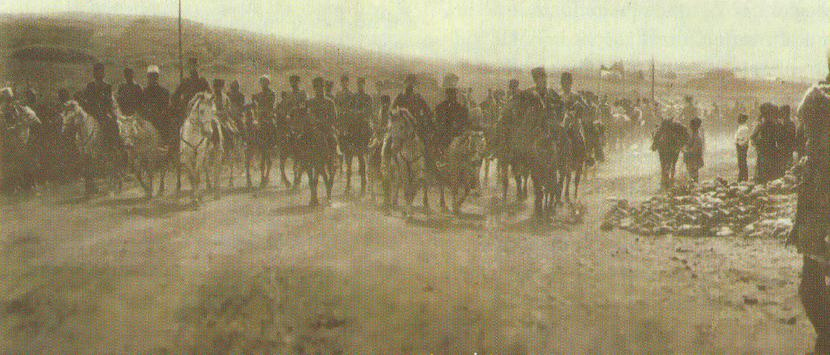
Kaukaska Armia Islamu przechodząca przez Qazax
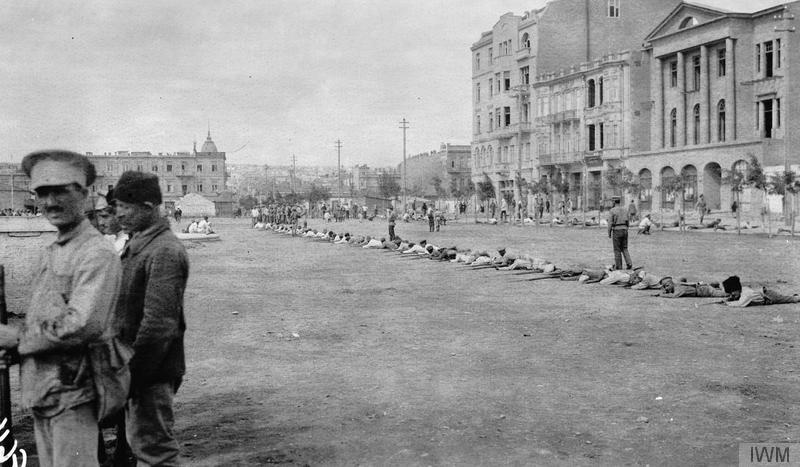
Żołnierze Dunsterforce szkolący wojska Dyktatury Środkowokaspijskiej (obecnie Sahil Park w Baku)

## Bitwa

### Poza miastem

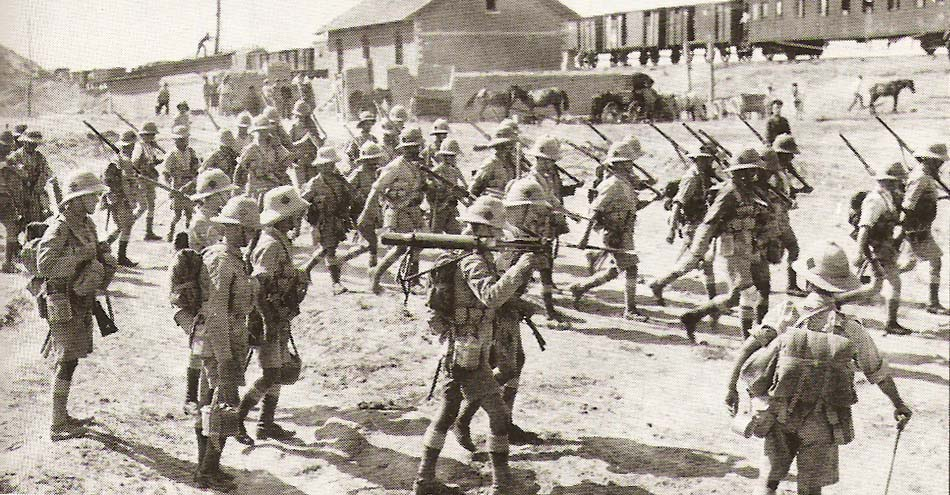
Żołnierze Pułku North Staffords, wchodzący w skład Dunsterforce, w drodze do Baku

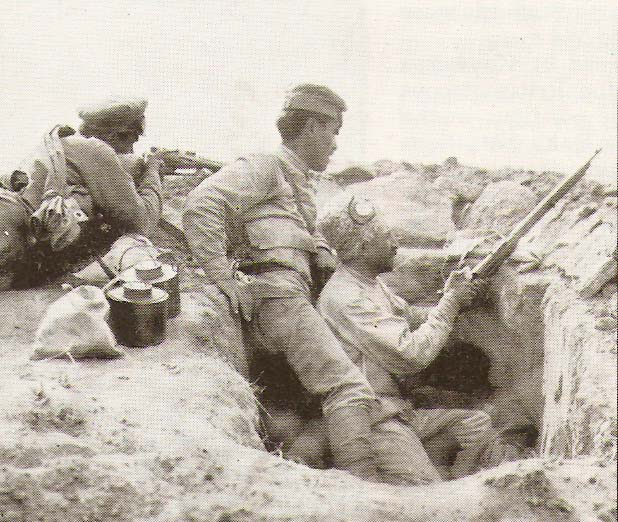
Wojska ormiańskie w okopach pod Baku

6 czerwca 1918 roku Grigorij Korganow, Ludowy Komisarz Spraw Wojskowych i Morskich Rady Bakińskiej, wydał jednostkom Armii Czerwonej rozkaz rozpoczęcia działań ofensywnych przeciwko Gandży . Nie mogąc samodzielnie obronić niepodległości kraju, rząd Azerbejdżanu zwrócił się do Imperium Osmańskiego o wsparcie militarne zgodnie z klauzulą 4 traktatu między oboma państwami. Wojska radzieckie w Baku rabowały i zabijały muzułmanów, posuwając się w kierunku Gandży . Jednak wiele oddziałów, o które przewodniczący Komuny Bakijskiej Stepan Szaumian prosił w Moskwie w celu ochrony Baku, nie dotarło, ponieważ zostały zatrzymane na rozkaz Józefa Stalina w Carycynie. Również na rozkaz Stalina zboże zebrane na Północnym Kaukazie, aby wyżywić głodujących mieszkańców Baku, zostało skierowane do Carycyna. Szaumian protestował przed Leninem i Komitetem Wojskowym przeciwko zachowaniu Stalina i często powtarzał: „Stalin nam nie pomoże”. Brak wojsk i żywności miał zadecydować o losie Komuny Bakijskiej .
W dniach 27 czerwca – 1 lipca 1918 roku, w bitwie pod Göyçay, Kaukaska Armia Islamu pokonała siły bolszewickie i rozpoczęła marsz w kierunku Baku. W tym czasie, na początku czerwca, Biczerachow znajdował się w okolicach Kazwinu, próbując posunąć się ze swoimi siłami na północ. Po pokonaniu kilku oddziałów dżangalijów Biczerachow przystąpił do sprawdzania sytuacji w Baku. Powracając 22 czerwca, planował uratować sytuację, blokując Armię Kaukaską pod Ələt. Przybył jednak za późno i zamiast tego udał się dalej na północ, do Derbentu, planując zaatakować maszerującą Armię Kaukaską od północy. W Baku pozostawił jedynie niewielki kontyngent kozacki. Oprócz Rosjan, dżangalije nękali również elementy Dunsterforce zmierzające do Anzali w kierunku Baku. Pokonani dżangalije rozproszyli się. Po dotarciu do Anzali pod koniec lipca, żołnierze Dunsterforce aresztowali również miejscowych bolszewików, którzy stanęli po stronie dżangalijów.
26 lipca 1918 roku zamach stanu obalił bolszewików w Baku i doprowadził do egzekucji przywódców Komuny Bakijskiej. Nowa organizacja, Dyktatura Środkowokaspijska, chciała aresztować również Stepana Szaumiana, lecz on na czele 1200 żołnierzy Armii Czerwonej przejął miejscowy arsenał i 13 statków, po czym ruszył w kierunku Astrachania. Jednak Flotylla Kaspijska, lojalna wobec nowego rządu, zawróciła ich na morzu.
Do 30 lipca 1918 roku wysunięte oddziały Kaukaskiej Armii Islamu osiągnęły wzniesienia górujące nad Baku, co skłoniło Dunsterville’a do natychmiastowego wysłania kontyngentów swoich wojsk do Baku, które dotarły tam 16 sierpnia.
17 sierpnia 1918 roku Dokuczajew rozpoczął ofensywę w Digah. Planował atak 600 Ormian pod dowództwem płk. Stiepanowa na północ od Baku. Miał on zostać dodatkowo wzmocniony przez żołnierzy Pułków Warwick i North Stafford, którzy ostatecznie zajęli Novxanı. W ten sposób planowano zamknąć lukę w dostępie do morza i kontrolować bardzo dogodną linię obronną od jednego krańca Półwyspu Apszerońskiego do drugiego. Atak bez wsparcia artyleryjskiego zakończył się niepowodzeniem, ponieważ „inspektor artylerii” nie został o nim poinformowany. W wyniku niepowodzenia resztki sił wycofały się na linię położoną nieznacznie na północ od Digah.

### W Baku

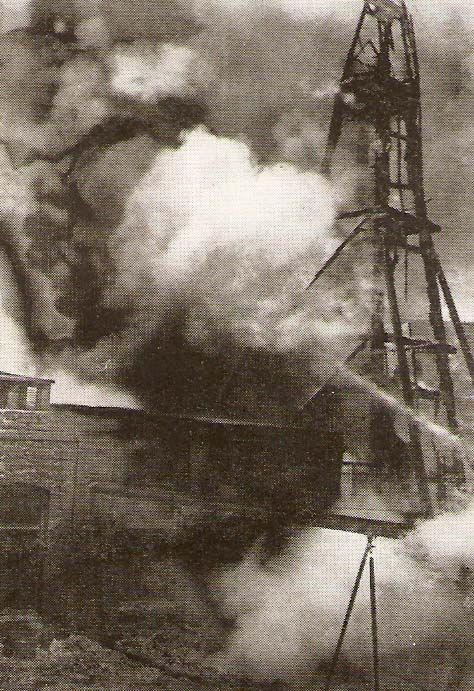
Szyby wiertnicze w Baku ostrzeliwane przez artylerię osmańską podczas bitwy

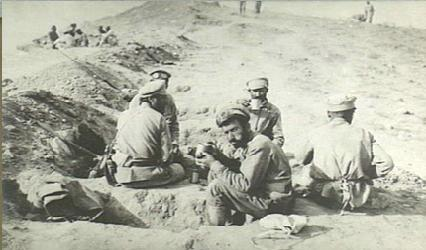
Żołnierze rosyjscy i ormiańscy w pobliżu linii frontu na krótko przed atakiem osmańskim

Chociaż samo miasto Baku i jego okolice były miejscem starć od czerwca do połowy sierpnia, termin „bitwa o Baku” odnosi się do operacji prowadzonych w dniach 26 sierpnia – 14 września. 26 sierpnia Kaukaska Armia Islamu rozpoczęła główny atak na pozycje przy Bramie Wilczej (az. Qurd qapısı). Pomimo niedoboru artylerii, wojska brytyjskie i bakijskie utrzymały pozycje. Po głównym natarciu siły osmańskie zaatakowały wzgórze Binagadi położone dalej na północ, ale również poniosły porażkę. Po tych nieudanych atakach posiłki zostały wysłane na stację Biləcəri, gdzie utrzymywały pozycje przed wzgórzami na północy. Jednak w obliczu wzmożonego ostrzału artyleryjskiego ze strony sił osmańskich obrońcy wycofały się na pozycje wzdłuż linii kolejowej.
W dniach 28–29 sierpnia siły osmańskie intensywnie ostrzeliwały miasto i atakowały pozycje na wzgórzu Binagadi. 500 żołnierzy osmańskich w zwarciu ruszyło na wzgórze, ale zostali odparci przez artylerię. Jednak osłabione wojska brytyjskie zostały zmuszone do wycofania się na pozycje położone dalej na południe.
W okresie od 29 sierpnia do 1 września siłom osmańskim udało się zdobyć pozycje na wzgórzu Binagadi i w Digah. Kilka jednostek koalicji zostało rozbitych, a straty były poważne. W tym momencie wojska koalicji zostały zepchnięte na pozycje przypominające spodek, oparte o wzgórza otaczające Baku. Straty osmańskie były jednak tak duże, że Mürsel Bakû nie mógł od razu kontynuować ofensywy. Dało to Armii Baku cenny czas na reorganizację. W obliczu stale pogarszającej się sytuacji, Dunsterville zorganizował spotkanie z dyktatorami środkowokaspijskimi 1 września. Powiedział im, że nie chce ryzykować życia większej liczby Brytyjczyków i zasugerował wspólny odwrót. Dyktatorzy zaprotestowali jednak, twierdząc, że będą walczyć do samego końca, a Brytyjczycy powinni odejść dopiero wtedy, gdy zrobią to oddziały Armii Baku. Dunsterville postanowił pozostać, dopóki sytuacja nie stanie się beznadziejna. Tymczasem Biczerachow zdobył Machaczkałę, co pozwoliło mu wysłać pomoc do Baku. Posiłki złożone z 600 ludzi z jego oddziałów, w tym Kozaków, dały jeszcze siłom koalicji nadzieję na zwycięstwo.
W dniach 1–13 września siły osmańskie nie atakowały. W tym okresie oddziały bakijskie przygotowywały się i stale wysyłały patrole lotnicze. W swoim dzienniku Dunsterville opisał okrucieństwa wobec ludności muzułmańskiej popełnione przez bojowników ormiańskich. 12 września arabski oficer z osmańskiej 10 Dywizji zdezerterował, przekazując informacje sugerujące, że główny atak wojsk muzułmańskich nastąpi 14 września.
W nocy z 13 na 14 września siły osmańskie rozpoczęły ostateczny atak. Turcy niemal całkowicie opanowali strategiczną Bramę Wilczą na zachód od Baku, skąd można było zobaczyć całe pole bitwy. Jednak ich postęp został zatrzymany przez silny kontratak. Walki trwały przez resztę dnia, a sytuacja stała się beznadziejna. W nocy 14 września resztki Armii Baku i Dunsterforce ewakuowały się do Anzali.

### Zbrodnie wojenne

#### Dni marcowe
9 marca 1918 roku aresztowanie generała Tałyszynskiego, dowódcy dywizji azerbejdżańskiej, i części jego oficerów, którzy przybyli do Baku, nasiliło nastroje antyradzieckie wśród azerskiej ludności miasta. 30 marca, w oparciu o bezpodstawne doniesienia, że azerska (muzułmańska) załoga statku „Ewelina” była uzbrojona i gotowa do buntu przeciwko bolszewikom, Czerwoni rozbroili załogę, która próbowała stawić opór . Trzydniowe walki międzyetniczne, zwane „dniami marcowymi”, doprowadziły do masakry około 12 000 Azerów przez bolszewików i uzbrojone oddziały ormiańskie w Baku i innych miejscowościach guberni bakijskiej. Wydarzenia marcowe zapoczątkowały serię masakr i pogromów etnicznych w całym Azerbejdżanie.

#### Dni wrześniowe
We wrześniu 1918 roku, gdy do miasta zaczęła wkraczać Kaukaska Armia Islamu, w Baku wybuchła panika. Ormianie tłoczyli się w porcie, desperacko próbując uciec z miasta Regularne wojska osmańskie i lokalnie rekrutowani żołnierze azerbejdżańscy dokonali rzezi nawet 30 000 ormiańskich cywilów w ciągu kilku dni w odwecie za masakrę Azerów popełnioną kilka miesięcy wcześniej . Była to ostatnia masakra na tę skalę podczas I wojny światowej.

## Następstwa

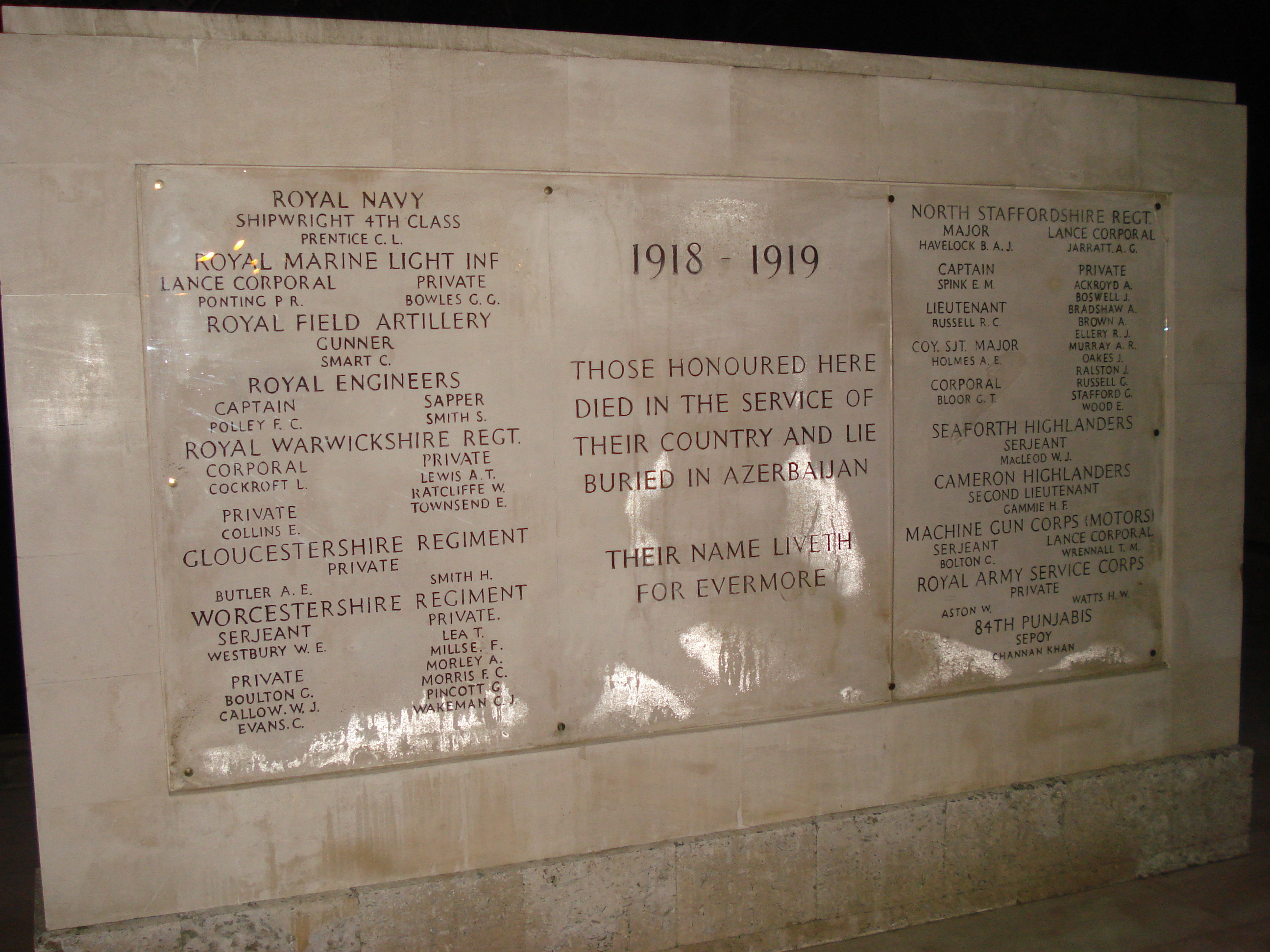
Pomnik brytyjskich żołnierzy w Baku

Straty brytyjskie w bitwie wyniosły łącznie ok. 200 żołnierzy i oficerów zabitych, zaginionych lub rannych. Mürsel Bakû przyznał, że straty osmańskie wyniosły ok. 2000 osób. Wśród ofiar cywilnych, od 10 000 do 30 000 Ormian z liczącej 80 000 osób społeczności ormiańskiej w Baku zostało zamordowanych podczas tzw. dni wrześniowych, nazwanych tak w nawiązaniu do śmierci żołnierzy i cywilów azerbejdżańskich z rąk Ormian i bolszewików w dniach marcowych . Pozostała część ludności ormiańskiej została wysiedlona.
Stolica Azerbejdżanu została ostatecznie przeniesiona z Gandży do Baku. Jednak po rozejmie w Mudros między Wielką Brytanią a Imperium Osmańskim 30 października wojska tureckie zostały wycofane z baku i zastąpione siłami Ententy. Brytyjskie oddziały liczące ok. 5000 żołnierzy, dowodzone przez gen. Williama Thomsona, w tym elementy Dunsterforce, ponownie przybyły do Baku 17 listopada, a w nowej stolicy Demokratycznej Republiki Azerbejdżanu wprowadzono stan wojenny do czasu, aż „władza cywilna będzie wystarczająco silna, aby zwolnić siły zbrojne z obowiązku utrzymywania porządku publicznego”.
Ropa z bakijskich złóż nie dotarła poza Tbilisi do momentu podpisania zawieszenia broni przez Turków i Niemców. Do 16 listopada Nuri Pasza i Mürsel Bakû zostali wyrzuceni z Baku, a do miasta wpłynął brytyjski generał, dowodzący jednym ze statków ewakuowanych w nocy 14 września.

## Pamięć

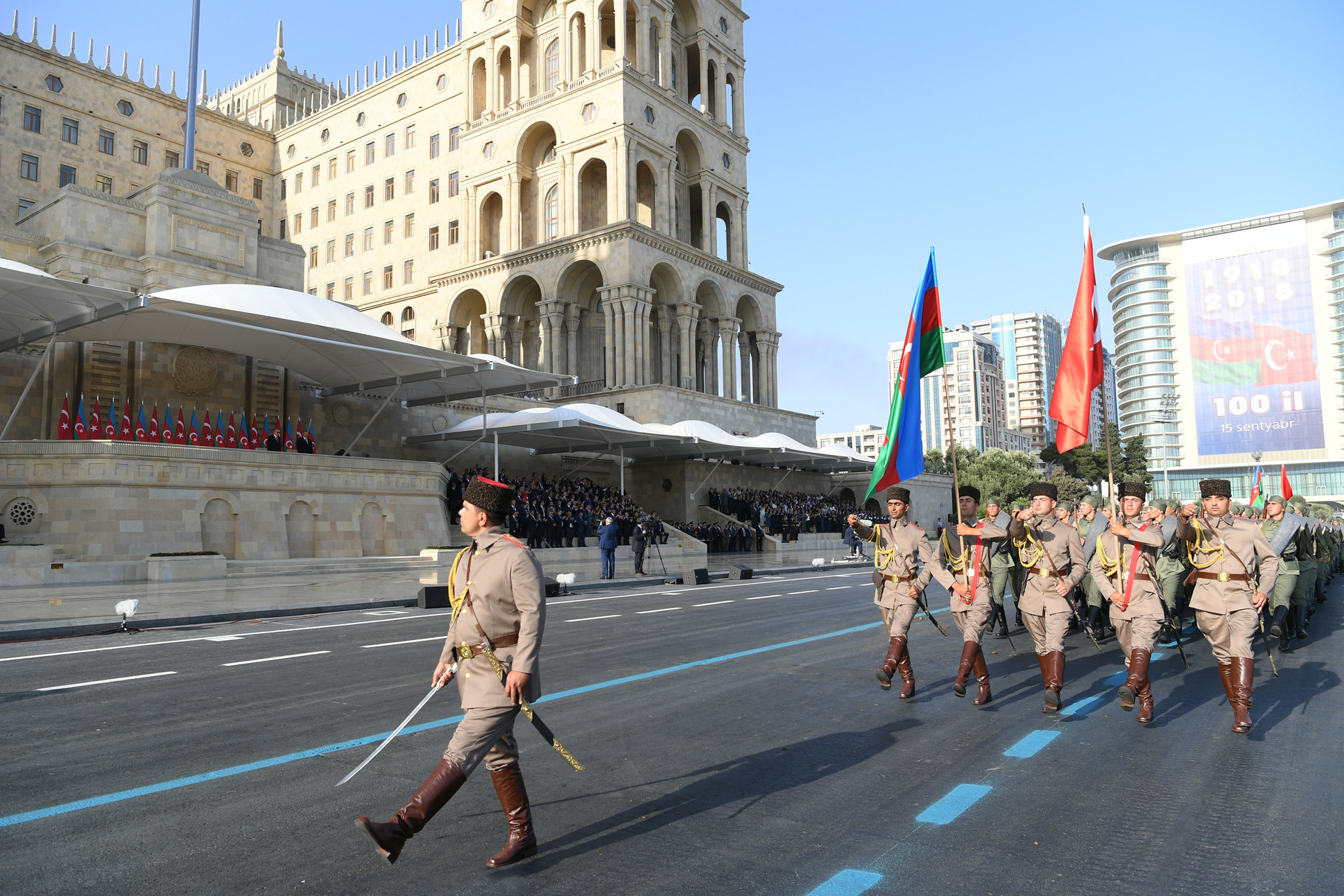
Rekonstruktorzy w historycznych mundurach armii osmańskiej i azerbejdżańskiej na paradzie z okazji 100. rocznicy bitwy o Baku, 15 września 2018

W Baku wzniesiono pomnik upamiętniający żołnierzy osmańskich poległych w walce. W mieście znajduje się również pomnik upamiętniający żołnierzy brytyjskich.
Wielu azerbejdżańskich uczonych uważa bitwę za najważniejsze wydarzenie w historii Azerbejdżanu przed jego włączeniem do Związku Radzieckiego. Stanowi ona również przykład współpracy i przyjaźni azersko-tureckiej w stosunkach dyplomatycznych.

### Obchody 100. rocznicy
Azerbejdżan i Turcja wspólnie świętowały setną rocznicę zdobycia miasta i zwycięstwa nad siłami ormiańsko-brytyjskimi. Rocznicę uczczono paradą wojskową, która odbyła się 15 września 2018 roku na placu Azadliq. Gośćmi honorowymi byli prezydent Turcji Recep Tayyip Erdoğan i prezydent Azerbejdżanu İlham Əliyev. W paradzie uczestniczyli żołnierze garnizonu w Baku, kadeci azerbejdżańskich akademii wojskowych, Wojsk Wewnętrznych, Wojsk Lądowych, Sił Powietrznych, Marynarki Wojennej, Państwowej Służby Granicznej, Gwardii Narodowej oraz oddział Tureckich Sił Zbrojnych. Tureckie Siły Powietrzne poświęciły rocznicy film, który opublikowano na Twitterze. W Centrum Heydəra Əliyeva odbył się również pamiątkowy koncert.